# Werner Gitt
Werner Gitt (* 1937, Reineck, Východní Prusko) je německý spisovatel, emeritní ředitel a profesor. Některé knihy přeloženy do češtiny, např.: Otázky, které jsou kladeny vždy znovu. / 1992. Několik článků zveřejněno společností KPK, z.s., Hradec Králové.

## Díla
- Parameterbestimmung an linearen Regelstrecken mit Hilfe von Kennwertortskurven für Systemantworten deterministischer Testsignale. Dissertation Technische Hochschule Aachen 1970.
- mit Arnd Koch: Kriterien zur Bewertung eines Grossrechnersystems im technisch-wissenschaftlichen Bereich während der Planungsphase (= PTB-Bericht: ATWD; 9). Braunschweig 1977.
- Neues Maß zum Vergleich hoher Speicherdichten. In: Physikalisch-Technische Bundesanstalt Jahresbericht 1997, S. 307, ISSN 0340-4366.

- Logos oder Chaos: Aussagen und Einwände zur Evolutionslehre sowie eine tragfähige Alternative. Hänssler Verlag, Neuhausen 1980. ISBN 3-7751-0502-6.
- Das biblische Zeugnis der Schöpfung. Hänssler Verlag, Neuhausen 1983, ISBN 3-7751-1492-0.
- Schuf Gott durch Evolution? Hänssler Verlag, Neuhausen 1988, ISBN 3-7751-1391-6.
- Fragen, die immer wieder gestellt werden. CLV, Bielefeld 1989, ISBN 978-3-89397-127-5.
- mit Karl-Heinz Vanheiden: Wenn Tiere reden könnten. Hänssler Verlag, Holzgerlingen 1990. ISBN 3-7751-1528-5 (PDF Archivováno 19. 3. 2017 na Wayback Machine.).
- So steht’s geschrieben. Zur Wahrhaftigkeit und Autorität der Bibel. Hänssler Verlag, Neuhausen 1992, ISBN 3-7751-1703-2.
- Signale aus dem All. Wozu gibt es Sterne? CLV, Bielefeld 1993, ISBN 3-89397-705-8.
- In 6 Tagen vom Chaos zum Menschen. Logos oder Chaos. Woher kommt das Leben? Naturwissenschaftliche und biblische Grundfragen zur Schöpfung. Aussagen und Einwände zur Evolutionslehre. Hänssler Verlag, Neuhausen 1993, ISBN 3-7751-3207-4.
- Am Anfang war die Information. Herkunft des Lebens aus der Sicht der Informatik. Hänssler Verlag, Neuhausen 1994, ISBN 3-7751-3702-5.
- Faszination Mensch. CLV, Bielefeld 1996, ISBN 3-89397-649-3 (PDF).
- Am Anfang war der Urknall? CLV, Bielefeld 2000, ISBN 978-3-89397-433-7.
- Zeit und Ewigkeit. CLV, Bielefeld 2000. ISBN 3-89397-420-2.
- Und die anderen Religionen? CLV, Bielefeld 2001, ISBN 3-89397-146-7.
- Wunder und Wunderbares. CLV, Bielefeld 2005. ISBN 3-89397-658-2.
- Was war der Stern von Bethlehem? Lichtzeichen Verlag, Lage 2015, ISBN 978-3-86954-253-9.